# Zeit der Unschuld
Zeit der Unschuld ist ein US-amerikanisches Liebesdrama von Martin Scorsese aus dem Jahr 1993. Der Film mit Daniel Day-Lewis, Michelle Pfeiffer und Winona Ryder in den Hauptrollen basiert auf dem Roman The Age of Innocence von Edith Wharton, der 1920 erschienen war.

## Handlung
New York in den 1870er-Jahren: Der aus gutem Hause kommende Anwalt Newland Archer ist verlobt mit der hübschen und freundlichen May Welland, einer standesgemäßen Partie. Er beginnt sein geplantes Leben zu hinterfragen, als Mays Cousine, die schöne Gräfin Ellen Olenska, aus Europa nach New York reist und für gesellschaftliches Aufsehen sorgt. Ellen hat ihren ausfallend werdenden Ehemann, einen polnischen Grafen, verlassen, was sie auch in der New Yorker Elite zu einer Außenseiterin macht und ihre Familie einen offenen Skandal fürchten lässt. Insbesondere Archer bemüht sich bei den anderen angesehenen Familien New Yorks um eine freundliche Aufnahme Ellens in ihrer Mitte. Dabei verliebt er sich leidenschaftlich in die unkonventionelle Ellen und beginnt an der New Yorker Gesellschaft, ihrer Moral und ihren Ansichten zu zweifeln.
Newland hadert mit der Aussicht auf eine leidenschaftslose Ehe mit May und mit seinem Leben in einem erstarrten gesellschaftlichen System. Es fehlt ihm jedoch der Mut, seine Verlobung zu lösen und aus der Gesellschaft auszubrechen. So kann er Ellens Wunsch nach Freiheit durch eine Scheidung von dem Grafen nachvollziehen, in seiner Funktion als Anwalt rät er ihr jedoch zum Verbleib in der Ehe, da im Scheidungsprozess unerfreuliche Gerüchte aufgewirbelt werden könnten, die sie gesellschaftlich zerstören könnten. Ellen verzichtet daher auf eine Scheidung. Um seinen seelischen Zwiespalt aufzulösen, bittet er May und ihre Familie darum, mit der Heirat nicht länger zu warten. May ist skeptisch und fühlt, dass etwas zwischen sie und ihren Verlobten getreten ist, willigt aber dennoch ein, nachdem er sie nochmals seiner Liebe versichert hat. Archer gesteht Ellen schließlich seine Gefühle und sie erwidert diese zwar, erklärt aber, nun sei es bereits zu spät – die Hochzeitsvorbereitungen sind durch Archers Einwirken schon in vollem Gange.
Nach seiner Eheschließung mit May kann er seine heimliche Liebe zu Ellen Olenska nur zeitweise verdrängen. Seine Ehe mit May verläuft äußerlich harmonisch, doch schafft er es nie, unter die Oberfläche seiner konventionell denkenden Frau zu blicken. Ellen und Newland sehen sich mehrfach wieder, woraus sich allerdings nie eine „richtige“ Affäre entwickelt. Als Ellen ihre Großmutter in New York besucht, denken Archer und sie über einen Ehebruch und ein gemeinsames Zusammenleben nach. In diesem Moment aber entzieht sich Ellen ihm: Sie kündigt ihre baldige Abreise nach Europa an, was Archer vollkommen überrascht. Nach einer Abschiedsfeier für Ellen, die das erste von May und Newland gegebene Abendessen für die Gesellschaft darstellt, erzählt May ihm von ihrer Schwangerschaft. May hat Ellen bereits zuvor in ihre Schwangerschaft eingeweiht, worin offensichtlich die schnelle Abreise der Gräfin begründet lag.
Über 20 Jahre später, nachdem seine Ehefrau May bereits verstorben ist, unternimmt der inzwischen 57-jährige Newland Archer mit seinem Sohn Ted eine Reise nach Paris. Ted arrangiert ein Treffen zwischen Archer und der dort lebenden Ellen. Seit ihrer Abreise aus New York hat Newland sie nicht gesehen, und sie ist für ihn inzwischen gedanklich zu einem Symbol seiner verpassten Lebensmöglichkeiten geworden. Ted erzählt seinem Vater, dass May ihm auf ihrem Sterbebett gesagt habe, dass sie sich und ihre Kinder immer bei Newland geborgen gewusst habe, da er einmal die Sache, die er am meisten wollte, aufgegeben habe, als sie ihn darum gebeten habe. Archer antwortet, dass May ihn nie gebeten habe, findet aber dennoch Trost darin, dass sie seinen Schmerz zumindest bemerkt hat. Newland entscheidet sich gegen ein spätes Wiedersehen mit Ellen, bleibt vor ihrem Haus sitzen und hängt alten Erinnerungen an ihre gemeinsame, unerfüllte Liebe nach.

## Entstehungsgeschichte
Der Filmkritiker Jay Cocks machte seinen Jugendfreund Martin Scorsese, der seit Langem einen Liebesfilm plante, 1980 auf Edith Whartons Roman Age of Innocence aufmerksam. Für diesen hatte Wharton 1921 den Pulitzer-Preis erhalten, 1924 (als Stummfilm von Wesley Ruggles) und 1934 (als früher Tonfilm mit Irene Dunne) war er bereits verfilmt worden. Scorseses Drogensucht, seine stürmische Ehe mit Isabella Rossellini und manische Depressionen ließen eine Auseinandersetzung mit diesem subtilen Material zu dieser Zeit nicht zu, aber am Ende des Jahrzehnts hatte er filmisch großen Erfolg und kam auch privat zur Ruhe. Viele Beobachter waren überrascht über die Stoffwahl, da Scorsese ansonsten nicht als Regisseur für Liebesfilme bekannt war und eher Filme drehte, in denen die Charaktere nicht wie in Age of Innocence ihre Gefühle zurückhalten und darunter leiden, sondern diese eher in Gewalt- und Emotionsausbrüchen zutage bringen. Scorseses Interesse an bestimmten Milieus und deren Verhaltenskodexen und Praktiken verbindet allerdings The Age of Innocence etwa mit den Gangsterfilmen Scorseses, wo die Figuren sich ebenfalls innerhalb eines sozialen Gefüges bewegen müssen. Als Einflüsse auf den Film benannte Scorsese die Visconti-Filme Sehnsucht und Der Leopard sowie Der Glanz des Hauses Amberson von Orson Welles.
Nach den Arbeiten zu Die letzte Versuchung Christi las er den Roman und arbeitete mit Cocks drei Wochen lang an einem Drehbuch. Während Cocks noch weitere drei Jahre an der Struktur arbeitete, drehte Scorsese seine Filmerfolge GoodFellas – Drei Jahrzehnte in der Mafia und Kap der Angst, bevor beide im Dezember 1991 das Buch für Age mit letzten Details ausschmückten. Columbia Pictures stellte 35 Millionen US-Dollar für die Produktion bereit, im März 1992 begannen die Dreharbeiten in New York und endeten im Juni 1992 in Paris. Von Columbia als Oscar-Favorit geplant, musste eine Veröffentlichung im Dezember 1992 wegen des komplizierten Schnitts und der Krankheit von Scorseses Vater Charles verschoben werden. Charles Scorsese, der im August 1993 einen Monat vor der Premiere starb, wurde der Film durch seinen Sohn im Abspann gewidmet. Charles und seine Ehefrau Catherine sind, wie in vielen Filmen ihres Sohnes zuvor, in Komparsenrollen zu sehen (als ältere Leute am Bahnhof Jersey City Station). Martin Scorsese selbst hat im Film einen Cameo-Auftritt als Hochzeitsfotograf.
Gedreht wurde vor allem in der Stadt Troy im Bundesstaat New York, da dort noch viele Häuserzüge aus dem 19. Jahrhundert erhalten waren. Unter anderem diente das Gebäude einer Studentenverbindung als Haus der Großmutter Mingott. Die Opernszenen entstanden in der Academy of Music in Philadelphia. In der Opernszene zu Filmbeginn wird Faust von Charles Gounod gespielt.
Nach fast zehn Monaten Nachbearbeitung feierte Zeit der Unschuld bei den Filmfestspielen von Venedig im September 1993 seine Premiere. Von vielen Kritikern als ein Meisterwerk seines Regisseurs bejubelt, stand der Film im Dezember 1993 bei den Preisverleihungen gleichwohl in Konkurrenz zu Steven Spielbergs erfolgreichem Holocaust-Drama Schindlers Liste, das schließlich auch das Gros der zu gewinnenden Auszeichnungen gewinnen sollte. An den Kinokassen in den USA nahm der Film etwas über 32 Millionen Dollar ein, weitere Einnahmen im Ausland folgten zwar, dennoch war der Film keineswegs ein Kassenschlager.

## Synchronisation
Die deutsche Synchronfassung entstand bei der Magma Synchron GmbH in Berlin, für Dialogbuch und Dialogregie war Joachim Kunzendorf verantwortlich.
| Rolle                                 | Darsteller          | Deutsche Synchronstimme  |
| ------------------------------------- | ------------------- | ------------------------ |
| Newland Archer                        | Daniel Day-Lewis    | Udo Schenk               |
| Ellen Olesnka                         | Michelle Pfeiffer   | Katja Nottke             |
| May Welland                           | Winona Ryder        | Kellina Klein            |
| Großmutter Mingott                    | Miriam Margolyes    | Andrea Brix              |
| Ted Archer, Newlands Sohn             | Robert Sean Leonard | Andreas Fröhlich         |
| Mrs. Welland, Mays Mutter             | Geraldine Chaplin   | Marianne Lutz            |
| Julius Beaufort                       | Stuart Wilson       | Joachim Kerzel           |
| Regina Beaufort                       | Mary Beth Hurt      | Cornelia Meinhardt       |
| Larry Lefferts                        | Richard E. Grant    | Stefan Fredrich          |
| Sillerton Jackson                     | Alec McCowen        | Gerry Wolff              |
| Mr. Letterblair, Newlands Arbeitgeber | Norman Lloyd        | Friedrich W. Bauschulte  |
| Monsieur Rivière                      | Jonathan Pryce      | Helmut Gauß              |
| Mrs. Archer, Newlands Mutter          | Siân Phillips       | Christine Gerlach        |
| Janey Archer, Newlands Schwester      | Carolyn Farina      | Schaukje Könning         |
| Henry van der Luyden                  | Michael Gough       | Friedrich Schoenfelder   |
| Louisa van der Luyden                 | Alexis Smith        | Dagmar Altrichter        |
| Gertrude Lefferts                     | Tracey Ellis        | Kerstin Sanders-Dornseif |
| Erzählerin                            | Joanne Woodward     | Rosemarie Fendel         |

## Kritiken
Zeit der Unschuld wurde mit weitgehend positiven Kritiken bedacht. Bei Rotten Tomatoes fallen 87 % der 60 Kritiken positiv aus, bei Metacritic besitzt der Film eine Durchschnittswertung von 90 von 100 Punkten.
Vincent Canby nannte Zeit der Unschuld in der New York Times einen „herrlich uncharakteristischen Scorsese-Film“, der eine „feine Besetzung“ aufweise. Scorsese blicke wie ein Anthropologe auf die Nöte seiner drei Hauptfiguren. Scorsese und Drehbuchautor Cocks hätten fast alle wichtigen Ereignisse und Gedanken des Romans auf die Leinwand bringen können, allerdings mit dem Nachteil, dass das „atemlose Tempo“ des Romans gebremst sei. Die Kameraarbeit von Michael Ballhaus zeichne sich durch eine „manchmal schwindelige, ausladende, lyrische Romantik“ aus. Es sei kein perfekter Film, aber das Werk „eines der wenigen Meisterhandwerker“ des amerikanischen Films, dessen Regieentscheidungen „Aufmerksamkeit verlangen und im Kopf bleiben, selbst wenn sie nicht vollständig erfolgreich sind“.
Roger Ebert in der Chicago Sun-Times nahm den Film 2005 in seine Bestenliste Great Movies auf und sah als die zwei größten Stärken des Filmes: Die visuelle Inszenierung von Scorsese und Ballhaus, die viele Details aufweise und sich mit ihrer ständigen Kamerabewegung wie ein Beobachter durch die New Yorker Gesellschaft gehe; die komplette Beherrschung des Tons von Whartons Roman, in dem die Figuren oft nicht das sagen können, was sie denken. Scorsese gehe es letztendlich offenbar darum zu zeigen, dass Liebe geheimnisvoller und komplexer sein kann, als man sich an der Oberfläche vorstellen kann. Time Out nannte die Besetzung „exzellent“ und befand, dass Scorsese alle seine Künste nutze, um den Zuschauer in Archers Gefühlsleben und seine Umgebung hineinzuziehen: „Das Dekor reflektiert und unterdrückt Charaktere; Haltung, Gesten und Blicke (wie die kluge, ironische Erzählstimme) vermitteln nicht nur individuelle Psychologie, sondern die Ideale einer ganzen, von Etikette bessenen Elite.“ Alles im Film diene dazu, die „erotische Inbrunst“ auszudrücken, die durch soziale Rituale und den Status quo der selbsternannten Aristokratie eingesperrt sei. Es sei „Scorseses auf ergreifende Weise berührendster Film“.
In Deutschland schrieb der Filmdienst zu Zeit der Unschuld:

„Ein grandios fotografiertes und inszeniertes Drama um den Konflikt von Sehnsucht und Verantwortung in einer von starren gesellschaftlichen Konventionen und engen Moralvorstellungen geprägten Welt. Schauspielerisch sehr zurückhaltend, offenbart sich das innere Drama der Hauptfiguren über die Zeichen- und Symbolsprache einer auf Äußerlichkeiten reduzierten Umwelt.“

Andreas Kilb verglich in Die Zeit Scorseses Film mit Whartons Roman. Im Vergleich zum Roman, bei dem die Hauptfiguren nur „zufällige Solisten im großen Konzert des Stumpfsinns und der Heuchelei“ seien, sei Scorseses Film „bar jeder Ironie“ und inszeniere beide als „Tristan und Isolde inmitten einer Welt von Feinden“. Der Film enthalte „ein paar Wunder“, „Wunder des Rhythmus, der Montage, der Choreographie“. Bemerkenswert seien vor allem die Szenen, in denen Scorsese die alltäglichen Handgriffe und Tätigkeiten im Umfeld der Großbourgeoisie zeige. Scorsese habe mit Zeit der Unschuld versucht Kunst zu schaffen, und stehe damit wie andere berühmte amerikanische Regisseure im Spannungsfeld zwischen „Kunst und dem Film“ (Art and the Movies). So genial wie die Ballszene in Viscontis Leopard sei die Ballszene bei Scorsese nicht, aber das sei nicht Scorsese vorzuwerfen, da er nicht in dieser Gesellschaft aufgewachsen sei. „Martin Scorsese hat im Grunde drei Filme in einem gedreht. Der erste handelt von den Kleidern und Gesten, (...), der zweite behauptet, eine Liebesgeschichte zu erzählen, doch was man sieht, ist nur die ausgeglühte Hülle eines Melodramas. Der dritte ist ein reines Spiel der Erinnerung, ein Taumel der Sehnsucht über die Räume und Zeiten hinweg. So gelingt mit ‚Zeit der Unschuld‘ das Kunststück, alles auf einmal zu machen: das Wahre, das Falsche und das Fantastische“, schreibt Kilb.

## Auszeichnungen
Zeit der Unschuld wurde bei den Oscars in der Kategorie Bestes Kostümdesign (für Gabriella Pescucci) ausgezeichnet. Weitere Oscar-Nominierungen erhielt der Film in den Kategorien Beste Nebendarstellerin (für Winona Ryder), Bestes adaptiertes Drehbuch (für Jay Cocks und Martin Scorsese), Beste Filmmusik (für Elmer Bernstein) und Bestes Szenenbild (für Dante Ferretti und Robert J. Franco).
Weitere Auszeichnungen des Filmes waren:
- BAFTA Award: Beste Nebendarstellerin (Miriam Margolyes)
- Dänischer Filmpreis Bodil: Bester US-Film
- Golden Globe Award: Beste Nebendarstellerin (Winona Ryder)
- Kritikervereinigung von Italien: Bestes Szenenbild, Beste Kostüme
- Kritikervereinigung der Südstaaten der USA: Beste Nebendarstellerin (Winona Ryder)
- National Board of Review: Beste Regie, Beste Nebendarstellerin (Winona Ryder)
- Die Deutsche Film- und Medienbewertung FBW in Wiesbaden verlieh dem Film das Prädikat besonders wertvoll.